# لا ویکتوریا د آسنته‌هو
لا ویکتوریا د آسنته‌هو (به اسپانیایی: La Victoria de Acentejo) یک دهستان در اسپانیا است که در جزایر قناری واقع شده‌است. لا ویکتوریا د آسنته‌هو ۱۸٫۳۶ کیلومتر مربع مساحت و ۹٬۰۶۹ نفر جمعیت دارد.